# Serra da Onça
A serra da Onça é uma cadeia montanhosa localizada na região Sudeste do Brasil, no estado de Minas Gerais. A serra pode ser considerada uma porção da serra da Mantiqueira. É o local das nascentes de diversos cursos de água, como o córrego Bom Jardim, no município de Santa Margarida, córrego da Fumaça, e rio Carangola, em Orizânia.
Trata-se de um acidente geográfico vulcânico do complexo do Caparaó. A serra da Onça liga o maciço do Caparaó, onde se situa o pico da Bandeira e o Parque Nacional do Caparaó, ao maciço da serra do Brigadeiro, onde está o Parque Estadual Serra do Brigadeiro.